# 米特尔施特里米希
米特尔施特里米希是德国莱茵兰-普法尔茨州的一个市镇。总面积11.47平方公里，总人口414人，其中男性215人，女性199人（2011年12月31日），人口密度36人/平方公里。